# Neoarius
Neoarius — рід риб з родини Арієві ряду сомоподібних. Має 5 видів.

## Опис
Загальна довжина представників цього роду коливається від 39 до 140 см. Голова невелика, витягнута. Очі маленькі. Морда загострена. Є 4 пари доволі довгих вусів. Тулуб кремезний, витягнутий. Спинний плавець високий, вітрилоподібний, з короткою основою. Грудні плавці помірно широкі. Жировий плавець невеличкий. Анальний плавець високий, помірно довгий. Хвостовий плавець доволі довгий або широкий, сильно розрізаний.
Забарвлення спини сріблясте, блакитне, коричнювате. Плавці темніше за основний колір.

## Спосіб життя
Одні види є евригалинними рибами, тобто зустрічаються як у морі, так і в прісних водах, зазвичай, в естуарних мангрових зонах. Інші — суто прісноводні, які зустрічаються в річках зі слабкою течією і каламутною водою, озерах і лагунах. Живляться переважно водними безхребетними і рибою, деякі види споживають водорості.

## Розповсюдження
Мешкають в Австралії і Новій Гвінеї.

## Види
- Neoarius berneyi
- Neoarius graeffei
- Neoarius hainesi
- Neoarius midgleyi (Neoarius midgleyorum)
- Neoarius pectoralis